# Beach Buggy Blitz
Beach Buggy Blitz est un jeu vidéo de course développé et publié par Vector Unit le 6 septembre 2012pour Android, iOS et BlackBerry.

## Système de jeu
Beach Buggy Blitz est construit autour d'une mécanique de "conduite infinie" qui vous met au défi de conduire aussi loin que possible. Vous pouvez collecter des pièces en cours de route pour améliorer ou peindre votre voiture, débloquer de nouveaux véhicules et pilotes, et même personnaliser le jeu lui-même avec de nouveaux bonus et consommables.

## Réception
Gamezebo a donné à la version Android une critique élogieuse, disant que « Beach Buggy Blitz est l'un des meilleurs titres qu'Android a à offrir », et 148Apps a dit « Beach Buggy Blitz est fantastique et l'un des meilleurs de son genre sur iOS. Un plaisir absolu à jouer et à rejouer ».

## Suites
Le jeu a reçu deux suites : Beach Buggy Racing qui est sorti pour la première fois en 2014 et Beach Buggy Racing 2 qui est sorti pour la première fois en 2018. Les deux titres sont gratuits, à l'exception de leurs versions pour console de salon qui sont payantes, à l'origine la version pour console de salon de Beach Buggy Racing 2 intitulée Beach Buggy Racing 2: Island Adventure devait sortir en 2020 cependant en raison de la pandémie COVID-19 le titre serait retardé au premier trimestre 2021 comme indiqué sur le site de Vector Units, le titre est sorti le 10 mars 2021. Beach Buggy Racing 2 est jouable sur des véhicules Tesla.